# 红旗街道 (长春市)
红旗街道，是中华人民共和国吉林省长春市朝阳区下辖的一个乡镇级行政单位。

## 行政区划
红旗街道下辖以下地区：
昌平社区、天宝社区、富锦社区、延安社区、大兴社区、同德社区、德昌社区、建工社区和开工社区。